# Adrien Bastid
Pour les articles homonymes, voir Bastid.
Pierre-Rémy-Adrien Bastid, né le 1er octobre 1853 à Aurillac (Cantal) et mort le 5 avril 1903 à Paris, est un homme politique français.

## Biographie
Fils de Raymond Bastid, il succède à son père comme député en 1880. Il conserve son siège jusqu'en 1898, puis redevient député de 1902 à 1903. Il siège à gauche. Battu en 1898, il devient magistrat comme conseiller à la Cour d'Appel d'Agen, puis de Bordeaux et juge au tribunal de la Seine en 1901.
Il est le père de Paul Bastid, député. Il est inhumé au cimetière Massigoux d'Aurillac.

## Sources
- « Adrien Bastid », dans Adolphe Robert et Gaston Cougny, Dictionnaire des parlementaires français, Edgar Bourloton, 1889-1891 [détail de l’édition]
- « Adrien Bastid », dans le Dictionnaire des parlementaires français (1889-1940), sous la direction de Jean Jolly, PUF, 1960 [détail de l’édition]